# Jakob Boeskov
Jakob Salomon Boeskov (født 23. marts 1973) er en dansk kunstner og filmskaber, der er bosat i New York. Jakob S. Boeskov er opvokset i Helsingør og har en baggrund i arkitektur og tegneserier. Han har siden fokuseret mere på kunst og har arbejdet med et kunstbegreb der blander kunst og virkelighed.
I 2002 rejste han således til Kinas første store internationale våbenmesse med et fiktivt våben, en såkaldt "ID Sniper riffel" for på den måde at infiltrere våbenhandelsmiljøet og teste responsen på sit fiktive våben ud blandt rigtige våbenhandlere. Ideen til projektet fik han sammen med den industrielle designer Kristian von Bengtson samt journalisten Mads Brügger. Det var Mads Brüggers ide at udstille et ikke-eksisterende våben på messen i Kina.
I 2004 deltog han i projektet Danes for Bush hvor han sammen med Mads Brügger rejste rundt i USA for at støtte præsidentkampagnen for George W. Bush. Projektet var en ironisk kommentar til blandt andet Det Republikanske parti og dets støtter i USA og Danmark.
Jakob S. Boeskov har arbejdet sammen med The Yes Men, Chicks On Speed, Goodiepal og den danske film fotograf Manuel Claro.
Boeskovs debutudstilling var på The Thing i New York, og han har siden udstillet på Stedelijk Museum i Amsterdam, Frankfurter Kunstverein etc.
Boeskovs arbejde har oftest en "satirisk-dæmonisk" karakter og oftest handler hans arbejde om den danske velfærdsstat, international politik, sex, populærkultur, videnskab samt kunstnerens eget liv. Boeskov har nævnt inspirationskilder som Robert Crumb, Richard Corben, Haldor Laxness, Bill Drummond, Chris Burden, Cindy Sherman, Public Enemy, David Lynch, Lars von Trier og Phillip K. Dick. Hans arbejde ser også ud til at være præget af dansk og international situationisme. Han har senest i interviews nævnt feministiske kunstnere som Valie Export som inspirationskilder.
I 2009 skrev Boeskov og instrueret filmen Empire North, som vandt i 2010 Dansk: DOX Award på CPH: DOX filmfestival.